# Brachythoracosepsis nodosa
Brachythoracosepsis nodosa är en tvåvingeart som först beskrevs av Walker 1849.  Brachythoracosepsis nodosa ingår i släktet Brachythoracosepsis och familjen svängflugor. Inga underarter finns listade i Catalogue of Life.